# Stipe Vulikić
Stipe Vulikić (Spalato, 23 gennaio 2001) è un calciatore croato, difensore della Sampdoria.

## Caratteristiche tecniche
Di ruolo difensore centrale, il suo piede è il mancino e dispone di buona forza fisica.

## Carriera

### Club
Cresciuto nel settore giovanile dell'Hajduk Spalato, nel 2019 viene acquistato dal Solin, con il quale gioca per due stagioni nella seconda divisione croata. Nel 2021 si trasferisce all'Hrvatski Dragovoljac, formazione della massima serie croata. Esordisce in 1.HNL il 23 luglio 2021, nell'incontro perso per 0-4 contro la Dinamo Zagabria.
Il 13 luglio 2022 viene ceduto in prestito annuale con diritto di riscatto al Perugia, club militante in Serie B.
Il 28 luglio 2024, viene acquistato a titolo definitivo dalla Sampdoria, in Serie B.
Il 3 febbraio 2025 passa in prestito al Modena.

### Nazionale
Il 23 marzo 2022 fa il suo debutto con la Croazia U-20, partendo da titolare nell'amichevole persa 1-0 contro il Giappone.

## Statistiche

### Presenze e reti nei club
Statistiche aggiornate al 18 agosto 2025.
| Stagione         | Squadra              | Campionato       | Campionato | Campionato | Coppe nazionali | Coppe nazionali | Coppe nazionali | Coppe continentali | Coppe continentali | Coppe continentali | Altre coppe | Altre coppe | Altre coppe | Totale | Totale |
| Stagione         | Squadra              | Comp             | Pres       | Reti       | Comp            | Pres            | Reti            | Comp               | Pres               | Reti               | Comp        | Pres        | Reti        | Pres   | Reti   |
| ---------------- | -------------------- | ---------------- | ---------- | ---------- | --------------- | --------------- | --------------- | ------------------ | ------------------ | ------------------ | ----------- | ----------- | ----------- | ------ | ------ |
| 2019-2020        | Solin                | 2.HNL            | 13         | 1          | CC              | 0               | 0               |                    | -                  | -                  |             | -           | -           | 13     | 1      |
| 2020-2021        | Solin                | 2.HNL            | 24         | 0          | CC              | 0               | 0               |                    | -                  | -                  |             | -           | -           | 24     | 0      |
| Totale Solin     | Totale Solin         | Totale Solin     | 37         | 1          |                 | 0               | 0               |                    | -                  | -                  |             | -           | -           | 37     | 1      |
| 2021-2022        | Hrvatski Dragovoljac | 1.HNL            | 30         | 0          | CC              | 0               | 0               |                    | -                  | -                  |             | -           | -           | 30     | 0      |
| 2022-2023        | Perugia              | B                | 6          | 0          | CI              | 1               | 0               |                    | -                  | -                  |             | -           | -           | 7      | 0      |
| 2023-2024        | Perugia              | C                | 28+2       | 0          | CI-C            | 1               | 1               |                    | -                  | -                  |             | -           | -           | 31     | 1      |
| Totale Perugia   | Totale Perugia       | Totale Perugia   | 34+2       | 0          |                 | 2               | 1               |                    | -                  | -                  |             | -           | -           | 38     | 1      |
| 2024-gen. 2025   | Sampdoria            | B                | 11         | 0          | CI              | 3               | 0               |                    | -                  | -                  |             | -           | -           | 14     | 0      |
| gen.-giu. 2025   | Modena               | B                | 6          | 0          | CI              | -               | -               |                    | -                  | -                  |             | -           | -           | 6      | 0      |
| 2025-2026        | Sampdoria            | B                | 0          | 0          | CI              | 1               | 0               | -                  | -                  | -                  | -           | -           | -           | 1      | 0      |
| Totale Sampdoria | Totale Sampdoria     | Totale Sampdoria | 11         | 0          |                 | 4               | 0               |                    | -                  | -                  |             | -           | -           | 15     | 0      |
| Totale carriera  | Totale carriera      | Totale carriera  | 120        | 1          |                 | 6               | 1               |                    | -                  | -                  |             | -           | -           | 126    | 2      |

### Cronologia presenze e reti in nazionale
| Cronologia completa delle presenze e delle reti in nazionale ― Croazia under 20 | Cronologia completa delle presenze e delle reti in nazionale ― Croazia under 20 | Cronologia completa delle presenze e delle reti in nazionale ― Croazia under 20 | Cronologia completa delle presenze e delle reti in nazionale ― Croazia under 20 | Cronologia completa delle presenze e delle reti in nazionale ― Croazia under 20 | Cronologia completa delle presenze e delle reti in nazionale ― Croazia under 20 | Cronologia completa delle presenze e delle reti in nazionale ― Croazia under 20 | Cronologia completa delle presenze e delle reti in nazionale ― Croazia under 20 |
| Data                                                                            | Città                                                                           | In casa                                                                         | Risultato                                                                       | Ospiti                                                                          | Competizione                                                                    | Reti                                                                            | Note                                                                            |
| ------------------------------------------------------------------------------- | ------------------------------------------------------------------------------- | ------------------------------------------------------------------------------- | ------------------------------------------------------------------------------- | ------------------------------------------------------------------------------- | ------------------------------------------------------------------------------- | ------------------------------------------------------------------------------- | ------------------------------------------------------------------------------- |
| 23-3-2022                                                                       | Dubai                                                                           | Giappone under 20                                                               | 1 – 0                                                                           | Croazia under 20                                                                | Amichevole                                                                      | -                                                                               | 84’                                                                             |
| 26-3-2022                                                                       | Dubai                                                                           | Vietnam under 20                                                                | 0 – 1                                                                           | Croazia under 20                                                                | Amichevole                                                                      | -                                                                               | 80’                                                                             |
| 29-3-2022                                                                       | Dubai                                                                           | Qatar under 20                                                                  | 2 – 2                                                                           | Croazia under 20                                                                | Amichevole                                                                      | -                                                                               | 30’ 46’                                                                         |
| Totale                                                                          |                                                                                 | Presenze                                                                        | 3                                                                               |                                                                                 | Reti                                                                            | 0                                                                               |                                                                                 |

| Cronologia completa delle presenze e delle reti in nazionale ― Croazia under 19 | Cronologia completa delle presenze e delle reti in nazionale ― Croazia under 19 | Cronologia completa delle presenze e delle reti in nazionale ― Croazia under 19 | Cronologia completa delle presenze e delle reti in nazionale ― Croazia under 19 | Cronologia completa delle presenze e delle reti in nazionale ― Croazia under 19 | Cronologia completa delle presenze e delle reti in nazionale ― Croazia under 19 | Cronologia completa delle presenze e delle reti in nazionale ― Croazia under 19 | Cronologia completa delle presenze e delle reti in nazionale ― Croazia under 19 |
| Data                                                                            | Città                                                                           | In casa                                                                         | Risultato                                                                       | Ospiti                                                                          | Competizione                                                                    | Reti                                                                            | Note                                                                            |
| ------------------------------------------------------------------------------- | ------------------------------------------------------------------------------- | ------------------------------------------------------------------------------- | ------------------------------------------------------------------------------- | ------------------------------------------------------------------------------- | ------------------------------------------------------------------------------- | ------------------------------------------------------------------------------- | ------------------------------------------------------------------------------- |
| 20-2-2020                                                                       | Parenzo                                                                         | Croazia under 19                                                                | 1 – 1                                                                           | Austria under 19                                                                | Amichevole                                                                      | -                                                                               |                                                                                 |
| Totale                                                                          |                                                                                 | Presenze                                                                        | 1                                                                               |                                                                                 | Reti                                                                            | 0                                                                               |                                                                                 |